# Nový Přerov
Nový Přerov (horvátul Nova Prerava, németül Neuprerau) település Csehországban, Břeclavi járásban. Nový Přerov Novosedly, Hrušovany nad Jevišovkou, Dobré Pole, Jevišovka és Wildendürnbach településekkel határos. Lakosainak száma 372 fő (2024. január 1.).
A település egykor a morvaországi horvátok egyik népes faluja volt, akik a 16. században érkeztek ide. 1930-ban a lakosság 64%-a horvát, 17%-a német, a maradékuk cseh (morva) nemzetiségű. Mára a horvátok létszáma jelentősen lecsökkent.

## Népesség
A település lakosságának változását az alábbi diagram mutatja:
| Lakosok száma | 615  | 781  | 878  | 452  | 344  | 299  | 321  | 316  | 343  | 372  |
|               | 1869 | 1900 | 1921 | 1961 | 1980 | 2011 | 2016 | 2019 | 2021 | 2024 |